# Red Star Macalline Group
Red Star Macalline Group Corporation Limited — китайская компания розничной торговли, управляет одной из крупнейших сетей торговых центров по продаже мебели, предметов интерьера, строительных и отделочных материалов. Основана в 1986 году, штаб-квартира расположена в Шанхае. Входит в число крупнейших публичных компаний Китая.

## История
В 1986 году бизнесмен Чэ Цзяньсин основал в городе Чанчжоу мебельную фабрику «Хунсин». В 1988 году при фабрике был открыт мебельный магазин. В 1994 году производственные и торговые мощности компании были преобразованы в Changzhou Hongxing Furniture Group, которая в 1999 году была переименована в Red Star Furniture Group. В 2007 году в результате слияния была образована Red Star Macalline Home Living and Decorating со штаб-квартирой в Шанхае.
В 2013 году была основана дочерняя компания Red Star Macalline Property, специализирующаяся на управлении коммерческой недвижимостью (в 2018 году переименована в Aegean Group). В 2015 году компания Red Star Macalline вышла на Гонконгскую фондовую биржу, а в 2018 году — на Шанхайскую фондовую биржу. В мае 2019 года крупным акционером Red Star Macalline Group (около 10 % акций) стал конгломерат Alibaba Group. По состоянию на 2019 год Red Star Macalline имела 364 собственных и франчайзинговых торговых центра, которые охватывали 228 городов Китая.
В 2020 году Red Star Macalline заняла 1794-е место в рейтинге Forbes Global 2000, однако в 2021 году из-за спада, вызванного пандемией COVID-19, выбыла из списка.

## Деятельность
По состоянию на 2022 год основные продажи Red Star Macalline Group пришлись на управление недвижимостью и лизинг (55,6 %), управление и эксплуатацию по доверенности (16,8 %), строительство и дизайн (8,7 %), продажу товаров для дома (4,5 %).
Основной ассортимент торговых центров Red Star Macalline состоит из мебели для гостиной, спальни, кухни и ванной комнаты, сантехники, бытовой электротехники, штор, обоев, ковров, осветительных приборов, картин, ваз, цветов и других элементов декора. В своих торговых центрах Red Star Macalline Group развивает собственную сеть кинотеатров.

## Акционеры
Основными акционерами Red Star Macalline Group являются Alibaba Group (17,74 %), Hangzhou Ali Venture Investment (8,86 %), China Lesso Group (8,15 %), Вон Маньли (6,46 %), Dimensional Fund Advisors (0,96 %) и Norges Bank Investment Management (0,68 %).

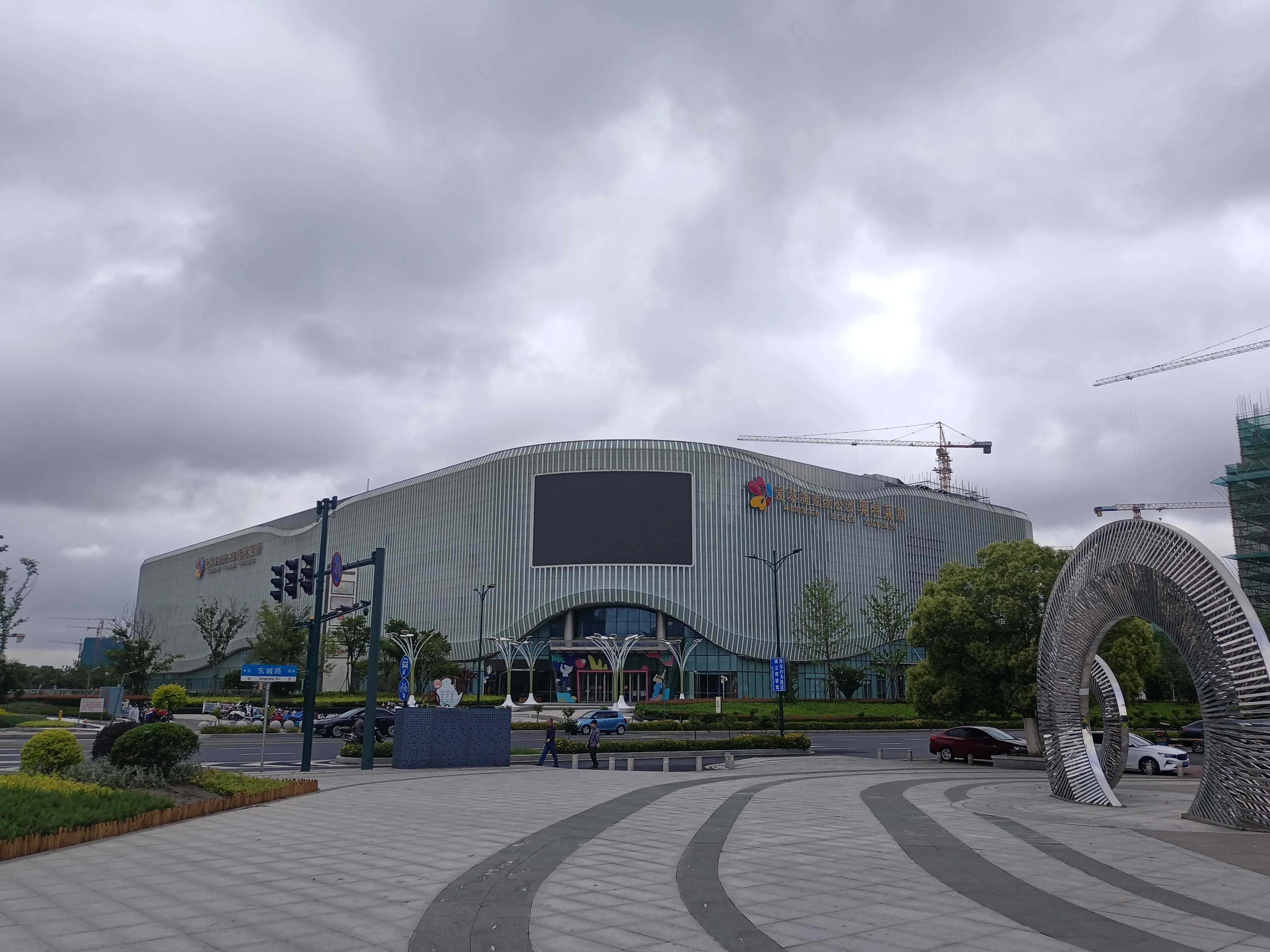
Aegean Shopping Park в Чанчжоу
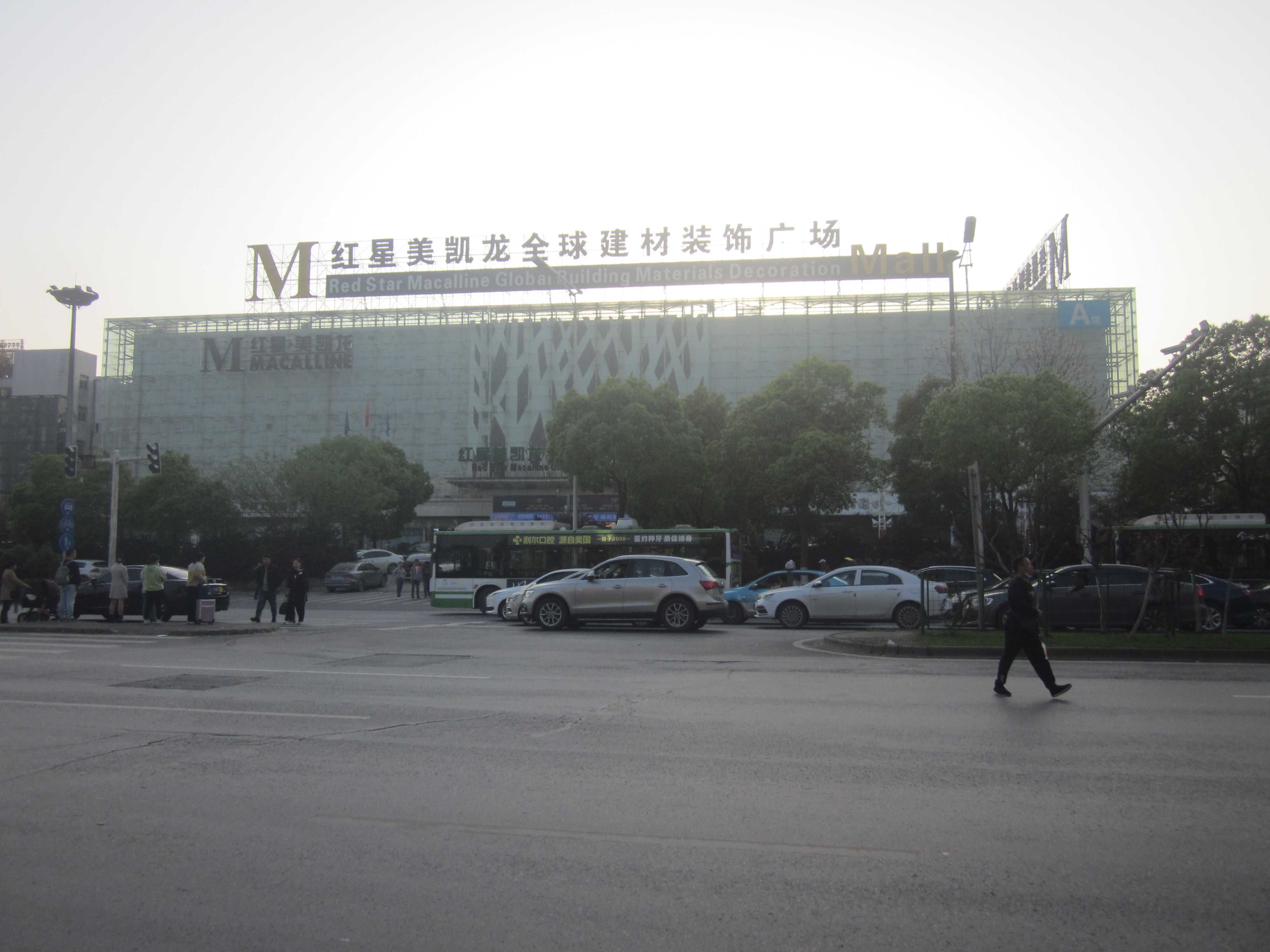
Red Star Macalline в Чанше
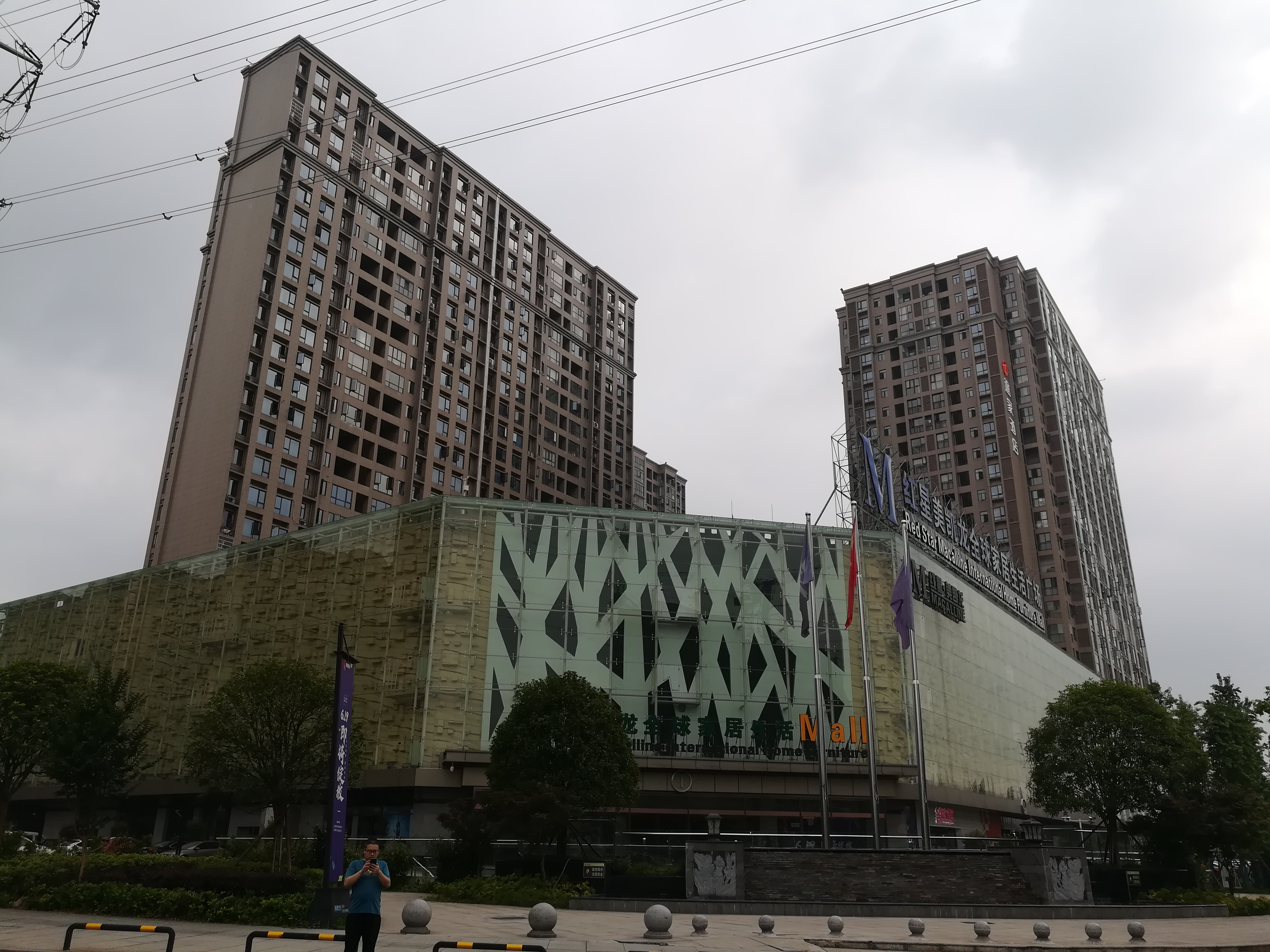
Red Star Macalline в Чанше
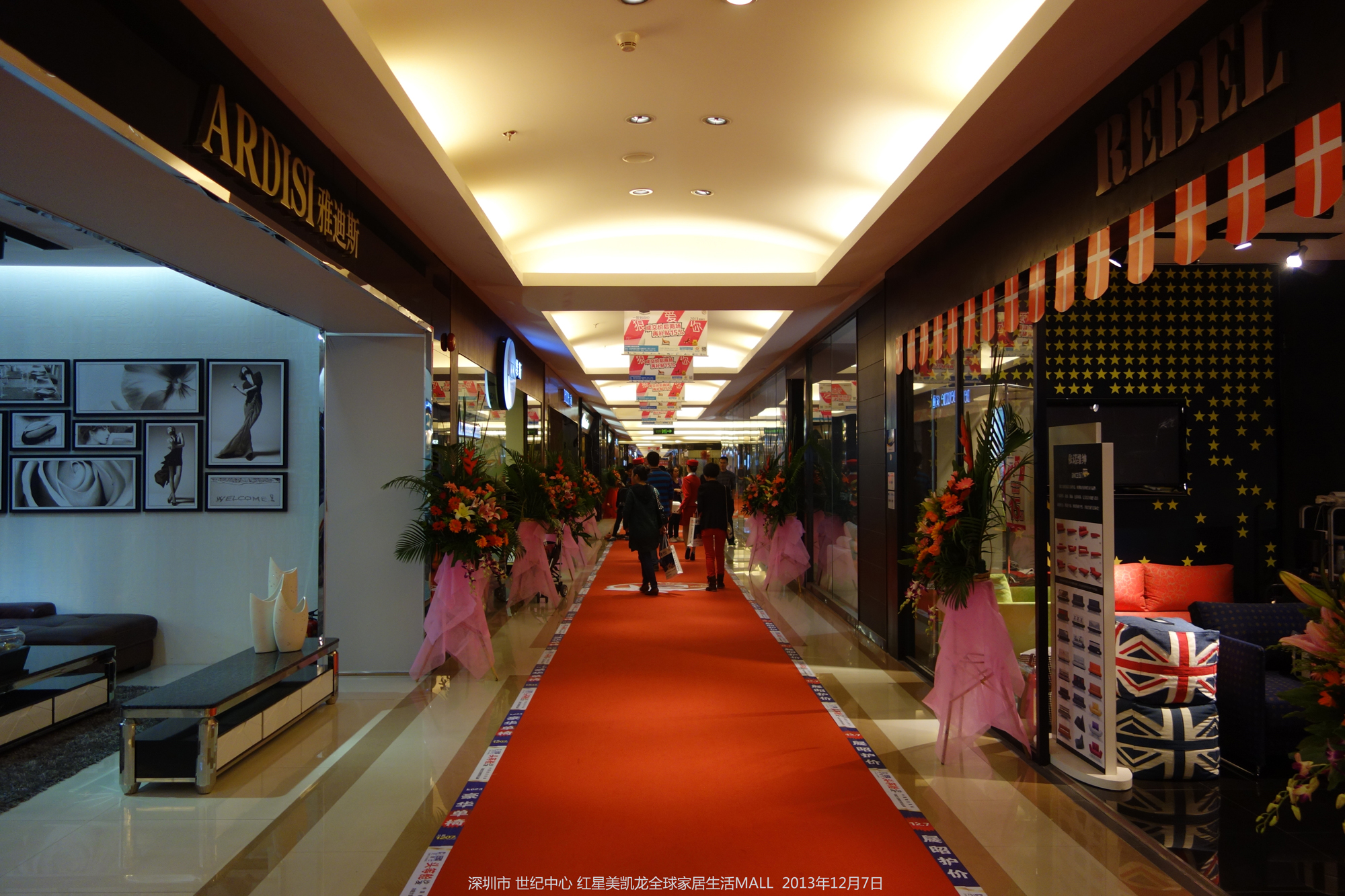
Red Star Macalline в Шэньчжэне

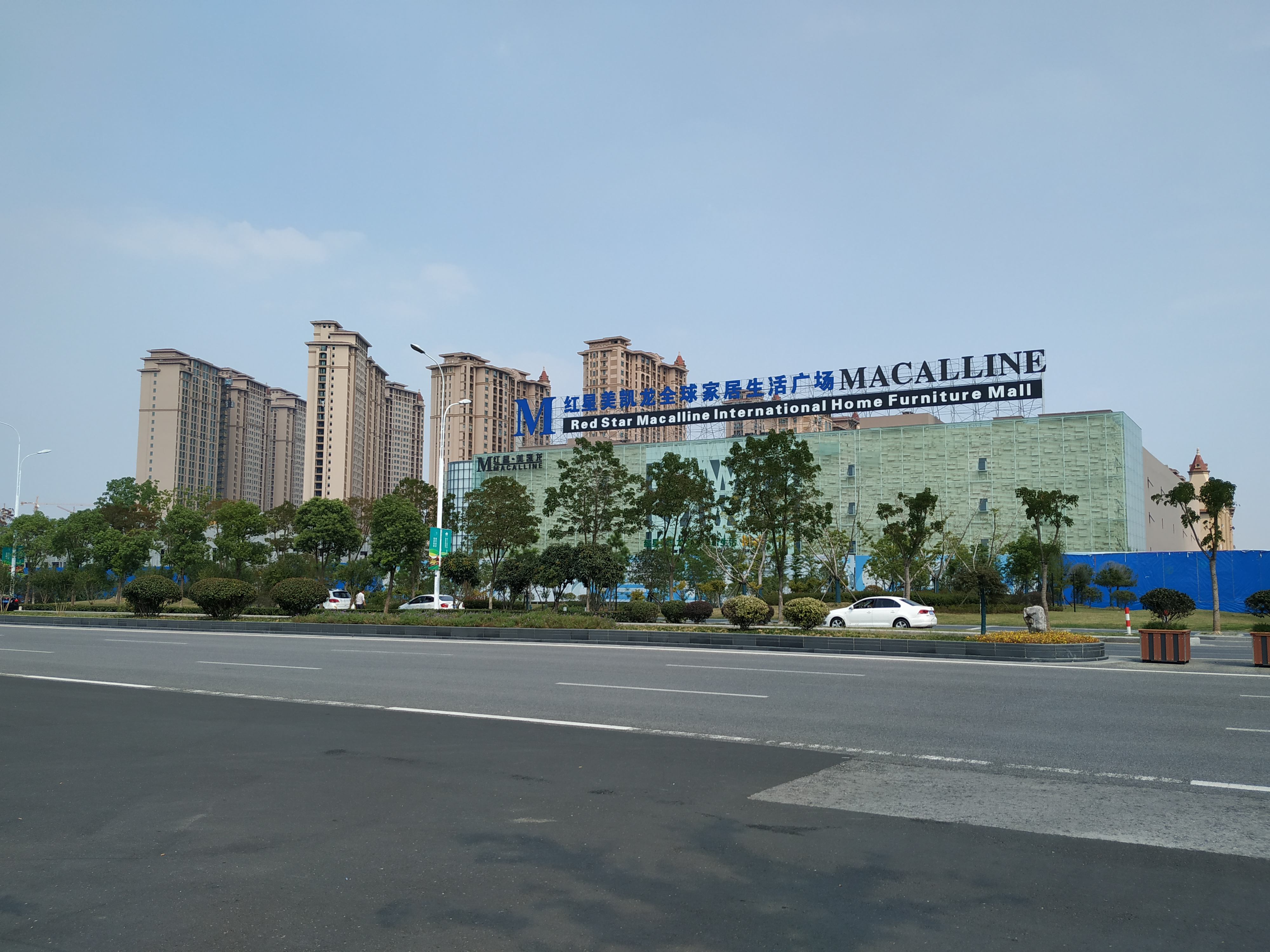
Red Star Macalline в Нанкине
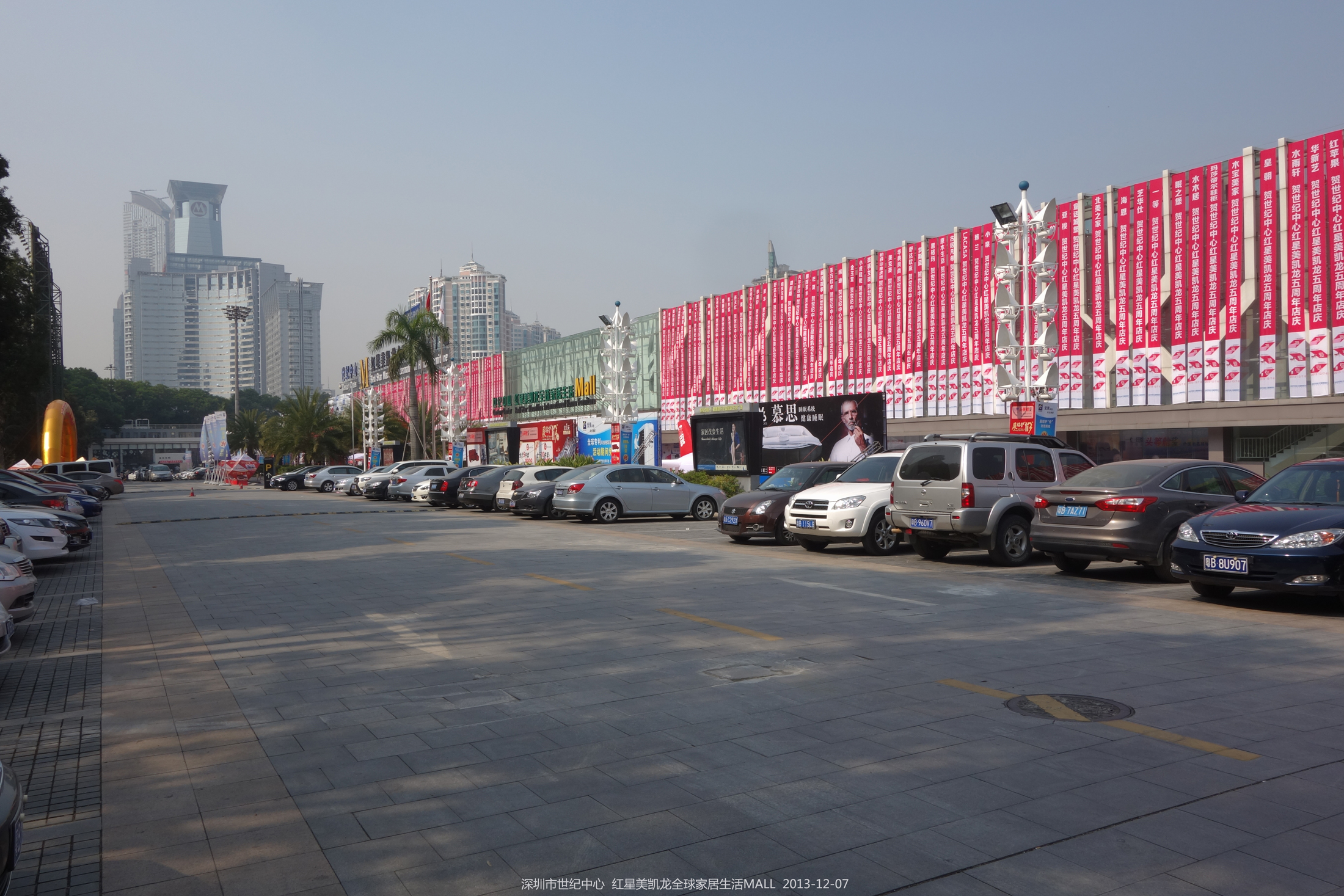
Red Star Macalline в Шэньчжэне
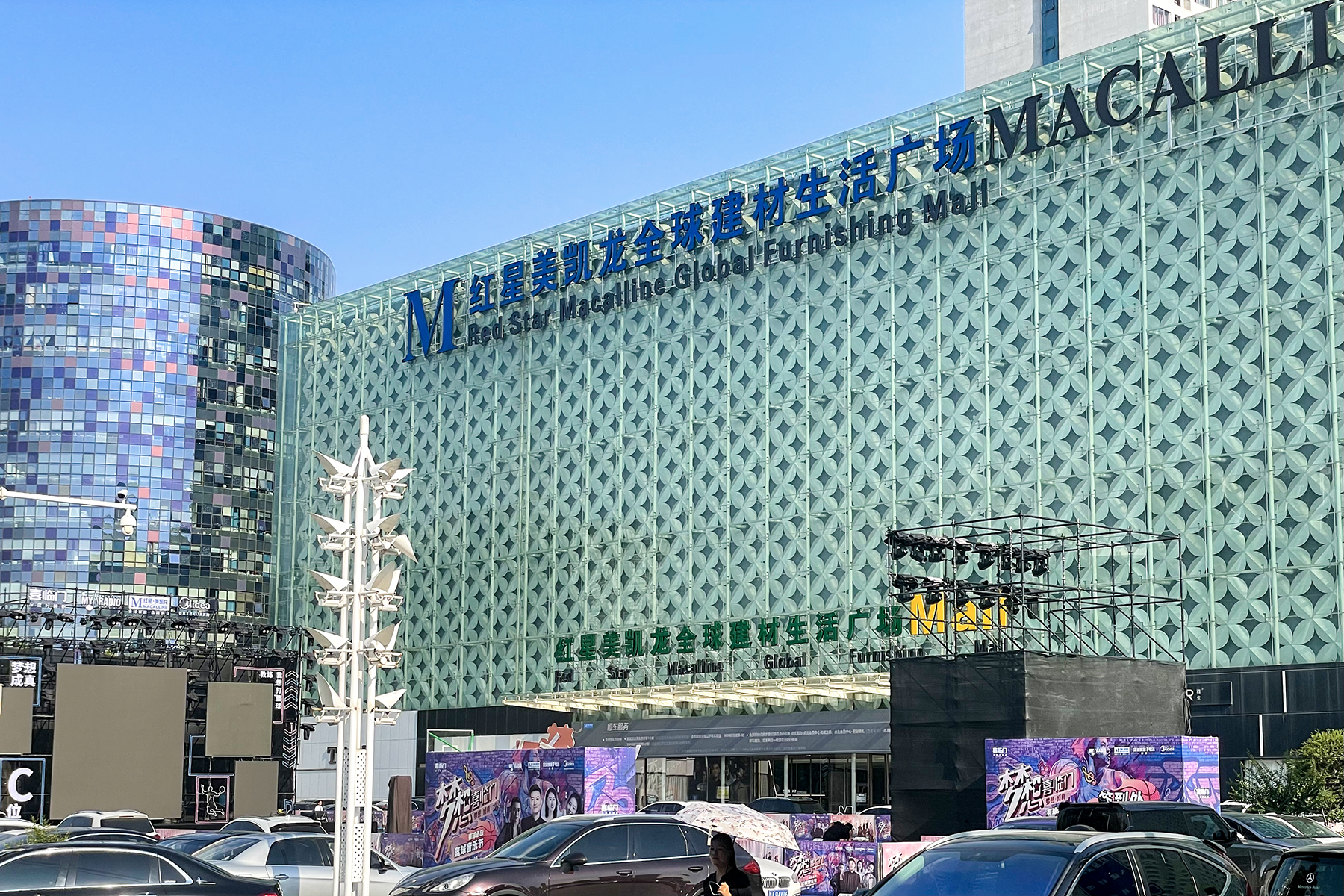
Red Star Macalline в Чжэнчжоу
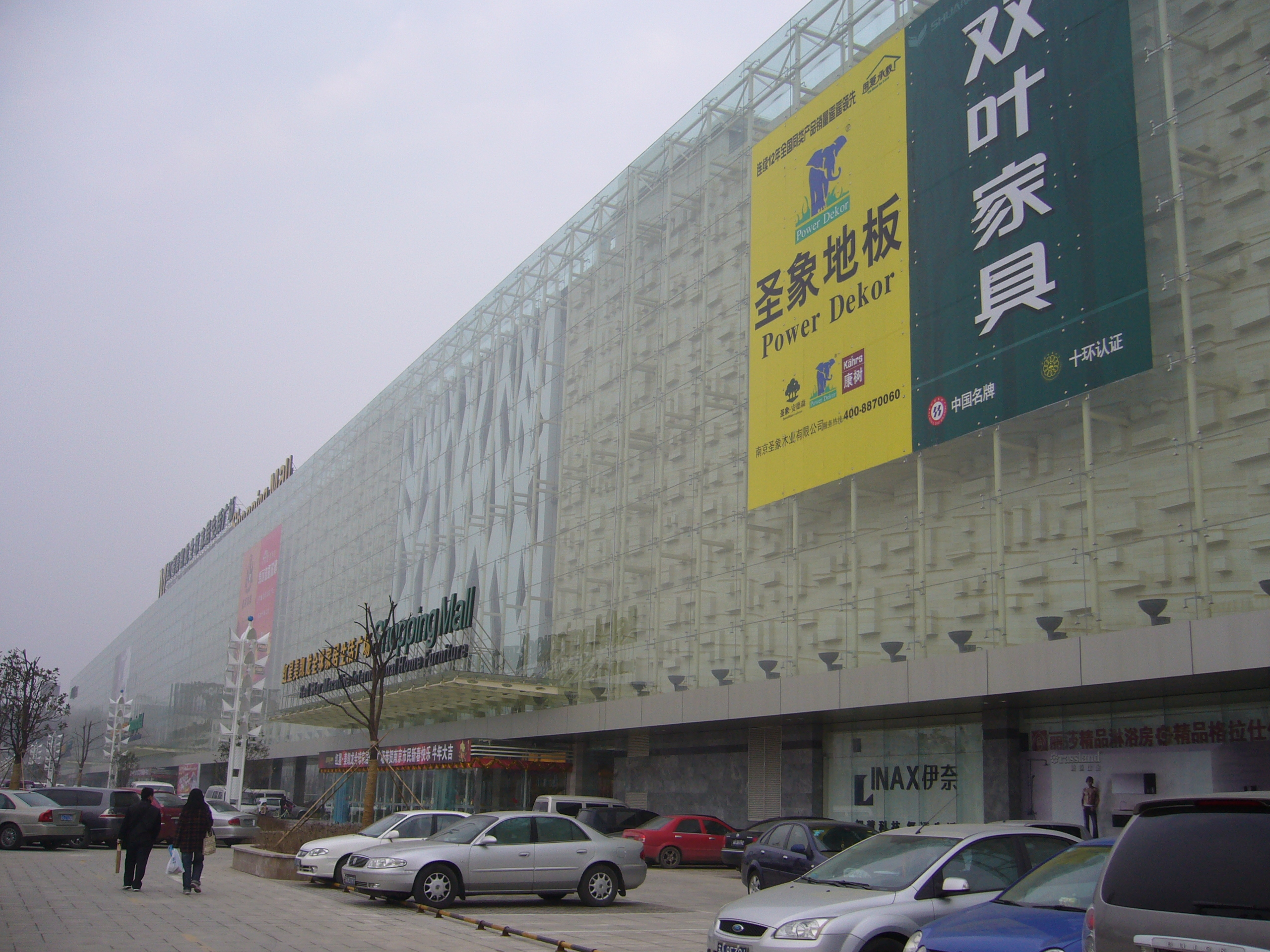
Red Star Macalline в Нанкине